# Hyloscirtus elbakyanae
Hyloscirtus elbakyanae (лат.) — вид бесхвостых земноводных из семейства квакш (Hylidae). Эндемик Эквадора. Назван в честь Александры Элбакян.

## Этимология
Видовое название elbakyanae дано в честь Александры Элбакян, программистки и основательницы сайта Sci-Hub по бесплатному распространению научных знаний. Sci-Hub позволяет учёным по всему миру получить свободный доступ к статьям, которые в противном случае находятся за платными стенами и недоступны для стран с низким и средним уровнем дохода. Авторы описания нового вида отметили, что «на протяжении многих лет доступ к соответствующей литературе с помощью Sci-Hub приносил большую пользу их исследованиям».

## Описание
Небольшие лягушки длиной около 4 см коричневато-зелёного цвета. Прижизненная окраска: спинная поверхность и бока темно-коричневато-зеленые с мелкими черными пятнами, более обильными на передней части головы и конечностях, как будто эти участки темно-коричневые. На задних конечностях разбросано несколько едва заметных белых пятен. Брюшко и задние поверхности бедер желтые, остальные брюшные поверхности беловатые. Горло зеленовато-белое. Тимпанум бледно-зеленый. Тарзальные и клоакальные складки белые. Перепонки желтые. Радужка перламутровая с розовато-коричневыми сетчатыми вкраплениями.

## Распространение и экология
Вид известен из семи мест, близких к типовому местонахождению, Comunidad Shaime, провинция Морона-Сантьяго на востоке Эквадора, на высотах 214—622 м. Биогеографические регионы — влажный тропический лес Амазонки и восточный нижний горный лес. Этот вид обитает в лесах на склонах холмов с разной степенью антропогенной нарушенности. В среде обитания преобладают пальмы (Iriartea deltoidea) и деревья высотой до 20—30 м (наблюдения коллекционеров). Они ведут ночной образ жизни и были найдены в оврагах с кустарниковой растительностью на краю стремительных рек и ручьёв. Hyloscirtus elbakyanae издаёт звуки из-под камней в ручьях с малым количеством воды и трещинами. Нет данных об особях, сидящих на тугайной растительности.

## Природоохранный статус
Область распространения H. elbakyanae составляет 11 км². Имеются свидетельства вырубки лесов, и не известно, что он встречается на охраняемых территориях. Возможно, существуют неоткрытые популяции, поскольку регион, где он встречается, не был тщательно исследован. Однако, учитывая, что ареал вида составляет менее 20000 км² и известно менее десяти местонахождений, авторы исследования предлагают отнести H. elbakyanae к категории «Уязвимые виды» (VUB1abiii) международной Красной книги.